# Sanfords zeearend
Sanfords zeearend (Icthyophaga sanfordi) is een roofvogel uit de familie van Accipitridae (Havikachtigen). De vogel werd in 1927 verzameld en in 1935 door Ernst Mayr beschreven als Haliaeetus sanfordi en vernoemd naar de Amerikaanse arts en amateurornitholoog Leonard Cutler Sanford (1868 – 1950). Op grond van moleculair genetisch onderzoek gepubliceerd in 2018 is de vogel verplaatst naar het geslacht Icthyophaga. Het is een kwetsbare vogelsoort op de eilanden ten oosten van Nieuw-Guinea.

## Kenmerken
Deze arend is 70 tot 90 cm lang en heeft een spanwijdte van 165 tot 185 cm, maar is kleiner dan de Europese zeearend, die een spanwijdte heeft van 193 tot 244 cm. De arend heeft een relatief lange nek, kortere poten en langere staart en is bijna egaal bruin, alleen de kop en hals zijn bleek roodbruin en de staart is meer donkerbruin.

## Verspreiding en leefgebied
Deze soort is endemisch op de eilanden Bougainville en Buka (Papoea-Nieuw-Guinea) en de Salomonseilanden, de eilandengroep ten oosten van Nieuw-Guinea in het westelijk deel van de Grote Oceaan. Het leefgebied bestaat uit bosranden langs zeekusten, waar deze arend visarenden berooft van hun prooi of leeft van kadavers. Er zijn ook populaties die meer landinwaarts leven en jagen op middelgrote dieren zoals vleerhonden in bossen.

## Status
Sanfords zeearend heeft een beperkt verspreidingsgebied en daardoor is de kans op uitsterven aanwezig. De grootte van de populatie werd in 2016 door BirdLife International geschat op 350 tot 1500 individuen en de populatie-aantallen nemen af door habitatverlies en vervolging. Het leefgebied wordt ontbost waarbij natuurlijk bos wordt omgezet in gebied voor agrarisch gebruik, waarbij kustwateren troebel worden en soms ook nog worden overbevist. Om deze redenen staat deze soort als kwetsbaar op de Rode Lijst van de IUCN.